# كهف ماهيندرا
كهف ماهيندرا وهو كهف كبير من الحجر الجيري. ويعد من الكهوف القليلة في نيبال التي تحتوي على الصواعد والهوابط، ويقع في بوخارا، ويستقطب الكهف آلاف السياح كل عام. ويوجد تمثال للورد الهندوسي شيفا داخل الكهف.

## التاريخ
أُكتُشِف هذا الكهف في أواخر الخمسينيات من القرن الماضي من قبل رعاة بوخارا، منذ ذلك الحين أصبح واحد امن أكثر الأماكن زيارة في بوخارا،  نقب لأول مرة بشكل صحيح في عام 1976 من قبل فريق صغير من علماء الكهوف من المملكة المتحدة بما في ذلك جين ويلسون هوارث التي درست الحيوانات التي عاشت في المنطقة المظلمة من الكهف.

## الموقع
يقع كهف ماهيندا في مدينة بوخارا في غرب نيبال، ويرتفع لحوالي 1100 متر فوق مستوى سطح البحر.، وقد تكوّن الكهف خلال العصر الجليدي. و يمكن الوصول إلى الكهف من قبل الزوار من مطار بوخارا في غضون ثلاثين دقيقة بسيارة الأجرة، وخلال ساعة واحدة بالحافلات العامة وساعتين سيرًا على الأقدام.

## داخل الكهف
يتكون الكهف من حوالي 100 متر من الممرات التي يسهل الوصول إليها و 100 متر أخرى من الممرات المنخفضة غير المستقرة يدخل إليها عن طريق ممر منهار يبلغ ارتفاعه نصف متر فقط، ممرات الكهف مظلمة تمامًا مع تساقط المياه باستمرار من سقفه وتتكون جدران الكهف من الحجر الجيري الذي يسقط على الأرض ويشكل شرارات كهربائية بشكل مستمر.  وبسبب الظلام، هناك إضاءة صناعية داخل نصف الكهف الذي يمكن الوصول إليه.  وقد استكشف الكهف بأكمله وأنجزت قوائم بالخفافيش واللافقاريات التي تعيش داخله في تقرير رحلة الكهوف البريطانية عام 1976 إلى المنطقة.